# Kumi Naidoo
Kumi Naidoo (ur. 1965) – południowoafrykański prawnik, politolog i działacz praw człowieka pochodzenia indyjskiego. W 2017 został wybrany na sekretarza generalnego Amnesty International (ze skutkiem od 1 sierpnia 2018). Pełnił m.in. funkcję dyrektora wykonawczego Greenpeace International.

## Życiorys
W wieku 15 lat zaangażował się w ruch sprzeciwu wobec apartheidu w RPA. Z tego powodu został usunięty ze szkoły średniej. W 1989 został aresztowany za naruszanie przepisów bezpieczeństwa. Otrzymał tytuł bakałarza prawa i nauk politycznych (BA in Law and Political Science) na University of KwaZulu-Natal. W 1989 wyemigrował do Anglii. Uzyskał stypendium w Uniwersytecie Oksfordzkim (Rhodes scholar) i otrzymał tam stopień doktora nauk politycznych (DPhil in Politics). Po uwolnieniu Nelsona Mandeli w 1990, powrócił do Afryki Południowej i pracował przy legalizacji Afrykańskiego Kongresu Narodowego (African National Congress). Został rzecznikiem prasowym Niezależnej Komisji Wyborczej w wyborach 1994. W 1997 był organizatorem pierwszego w RPA narodowego marszu mężczyzn przeciwko przemocy wobec kobiet i dzieci (National Men's March Against Violence on Women and Children). W 2009 został dyrektorem wykonawczym Greenpeace International. W 2017 został wybrany na funkcję sekretarza generalnego Amnesty International ze skutkiem od 1 sierpnia 2018)